# Ryoanji

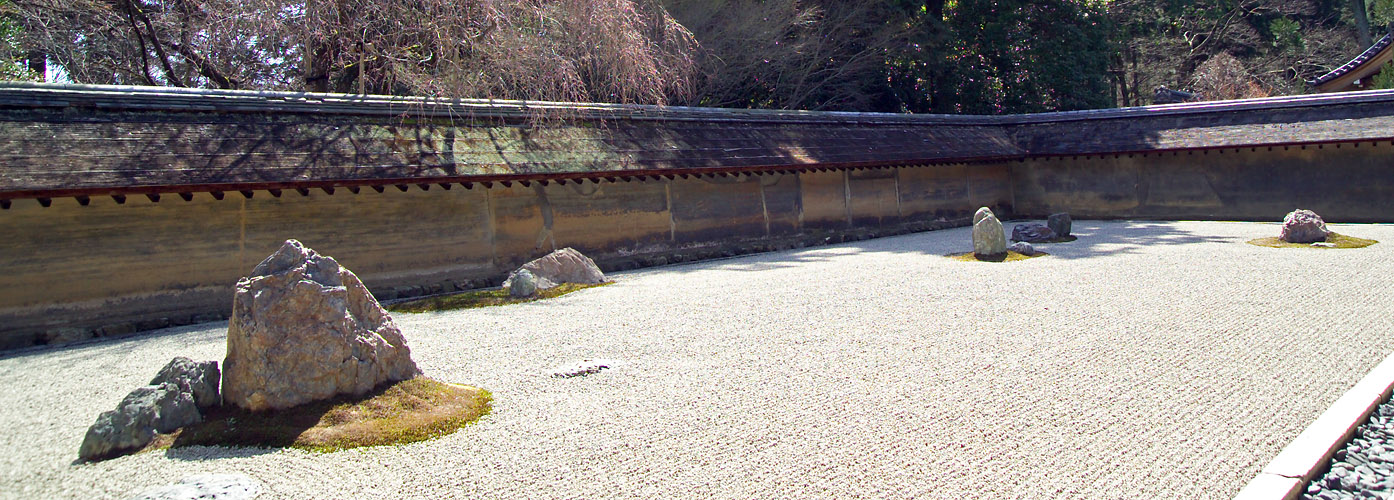
Den berömda zenträdgården i Ryoanji har 15 stenar varav bara 14 kan ses samtidigt oavsett från vilket håll man tittar. Det sägs att bara den som nått satori kan se alla 15 samtidigt.

Ryoanji (japanska: 竜安寺 eller 龍安寺, Ryōan-ji, "Den fridsamme drakens tempel"), är ett zenbuddhistiskt tempel i Kyoto, Japan, beläget på vad som en gång var släkten Fujiwaras egendom. Templet, som främst är berömt för sin karesansui-trädgård ("zenträdgård") anlades cirka 1488, tillhör Myōshinji-riktningen inom den zenbuddhistiska skolan Rinzai och är en del av de på Unescos världsarvslista upptagna "Historiska Kyoto".